# Multilinjär
Inom linjär algebra sägs en avbildning i flera variabler vara multilinjär om den är linjär i varje variabel för sig. 

## Definition
En avbildning 
{\displaystyle f:V_{1}\times V_{2}\times \ldots \times V_{n}\rightarrow U}
där samtliga Vi och U är vektorrum över en kropp K, sägs vara multilinjär om
{\displaystyle f(v_{1},\ldots ,v_{i}+w,\ldots ,v_{n})=f(v_{1},\ldots ,v_{i},\ldots ,v_{n})+f(v_{1},\ldots ,w,\ldots ,v_{n})\,}
och
{\displaystyle f(v_{1},\ldots ,av_{i},\ldots ,v_{n})=af(v_{1},\ldots ,v_{i},\ldots ,v_{n})\,}
för alla {\displaystyle a\in K}, alla vektorrummen Vi och alla par av element {\displaystyle v_{i},w} i ett sådant vektorrum.

## Exempel
- Bilinjära avbildningar är ett specialfall av multilinjära avbildningar
- Determinanten är en multilinjär avbildning av kolonnvektorerna (och radvektorerna).